# Isaiah Ekejiuba
Isaiah Afamefuna Ekejiuba (Nigeria, 5 ottobre 1981) è un giocatore di football americano statunitense che attualmente è free agent.

## Carriera professionistica
Stagione 2005
Firmato tra i rookie non selezionati dagli Arizona Cardinals viene inserito nella squadra di pratica. Passa agli Oakland Raiders dove scende in campo per la prima volta in una partita ufficiale il 30 ottobre a Tennessee contro i Tennessee Titans. Chiude la stagione con 10 partite di cui nessuna da titolare facendo 8 tackle di cui 7 da solo.
Stagione 2006
Ha giocato 12 partite di cui nessuna da titolare facendo 5 tackle da solo.
Stagione 2007
Ha giocato 10 partite di cui nessuna da titolare facendo 12 tackle di cui 11 da solo.
Stagione 2008
Ha giocato 16 partite di cui nessuna da titolare facendo 8 tackle da solo e un fumble forzato, inoltre ha bloccato un punt.  
Stagione 2009
Il 28 febbraio ha firmato un contratto con gli Oakland Raiders di 3 anni per un totale di 5,4 milioni di dollari. Ha giocato 16 partite di cui nessuna da titolare facendo 16 tackle"record personale" di cui 13 da solo.
Stagione 2010
L'8 luglio è stato svincolato dai Raiders: percepirà comunque 1,45 milioni di dollari. Il 31 luglio ha firmato con i Detroit Lions.